# Sikorski-Maiski-Abkommen

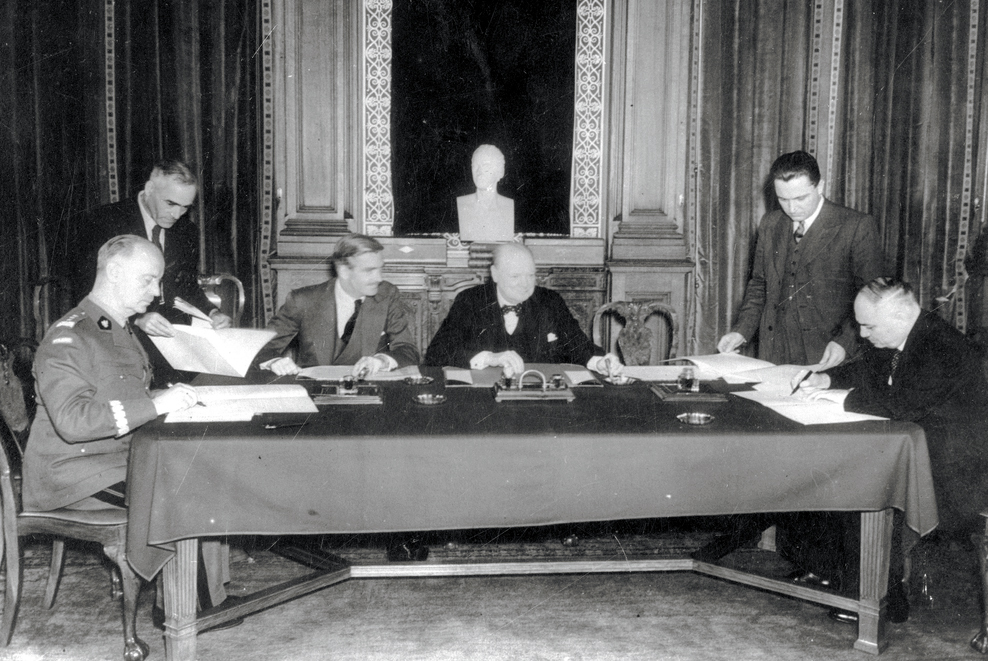
Unterzeichnung des Abkommens, von links nach rechts sitzend: Sikorski, Anthony Eden, Churchill, Maiski.

Das Sikorski-Maiski-Abkommen war ein internationaler Vertrag zwischen der Polnischen Exilregierung und der Sowjetunion während des Zweiten Weltkriegs zum gemeinsamen Kampf gegen den NS-Staat. Es wurde am 30. Juli 1941 vom Ministerpräsidenten der polnischen Exilregierung Władysław Sikorski und dem sowjetischen Botschafter im Vereinigten Königreich Iwan Maiski in Gegenwart des britischen Premierministers Winston Churchill und des britischen Außenministers Anthony Eden in London unterzeichnet.

## Vorgeschichte
Das Deutsche Reich und die Sowjetunion hatten am 24. August 1939 (mit Datum vom 23. August 1939) den deutsch-sowjetischen Nichtangriffspakt (vollständige Bezeichnung: Nichtangriffsvertrag zwischen Deutschland und der Union der Sozialistischen Sowjetrepubliken) geschlossen. Der Pakt garantierte dem Deutschen Reich die sowjetische Neutralität für den vorbereiteten Angriff auf Polen und den Fall eines möglichen Kriegseintritts der Westmächte. Ein geheimes Zusatzprotokoll „für den Fall einer territorial-politischen Umgestaltung“ rechnete den größten Teil Polens sowie Litauen der deutschen Interessensphäre, Ostpolen, aber auch Finnland, Estland, Lettland und Bessarabien dem sowjetischen Einflussgebiet zu. Nach dem deutschen Überfall auf Polen am 1. September 1939 besetzten ab dem 17. September drei Armeen der Roten Armee Ostpolen. Die polnische Regierung floh am 17./18. September 1939 in das neutrale Rumänien, wo sie interniert wurde. Die am 30. September gebildete polnische Exilregierung versuchte, mit geflohenen Truppenteilen den Widerstand gegen die Besatzer zu organisieren. Die letzten in Polen verbliebenen Verbände der polnischen Streitkräfte kapitulierten aber am 6. Oktober 1939. Die polnische Exilregierung und die Sowjetunion sahen sich in der Folge als Feinde an, ohne dass eine Kriegserklärung vorlag.

## Vertrag
Die Lage änderte sich nach Beginn des Unternehmens Barbarossa 1941. Am 22. Juni 1941, einen Tag nach dem deutschen Einmarsch, drängte Churchill auf eine politische Regelung des schweren Konfliktes zwischen der polnischen Exilregierung in London und der Sowjetunion, der seit dem sowjetischen Einmarsch in das damalige Ostpolen im Jahr 1939 bestand. Außenminister Eden schlug vor, Verhandlungen darüber zwischen Sikorski und Maiski zu moderieren. Sikorski wandte zunächst ein, dass für ihn als Regierungschef ein Botschafter nicht der angemessene Verhandlungspartner sei, doch Eden setzte sich durch. Zum ersten Treffen erschien Sikorski in Paradeuniform und war sichtlich irritiert, dass Maiski einen leichten Sommeranzug trug.
Unstrittig war zu Beginn der Verhandlungen lediglich eine Wiederaufnahme der diplomatischen Beziehungen; der sowjetische Außenminister Wjatscheslaw Molotow hatte im Oktober 1939 den polnischen Staat für inexistent erklärt. Zunächst bestand Sikorski darauf, dass die Wiederherstellung der polnischen Ostgrenze der Vorkriegszeit in den Vertrag aufgenommen werde, doch blockte Maiski an diesem Punkt auf Anweisung Moskaus ab.
Sikorski forderte die unverzügliche Rückkehr von mehreren Hunderttausend deportierten polnischen Staatsbürgern aus den Tiefen der Sowjetunion, darunter rund 200.000 in Gefangenschaft geratenen Offizieren und Soldaten. Maiski behauptete, es seien nur 20.000, doch führte Sikorski Artikel der sowjetischen Presse vom Herbst 1939 an, in denen von 190.000 Kriegsgefangenen die Rede war, darunter 10.000 Offiziere. Nach Rücksprache mit Moskau stellte Maiski eine Amnestie für sie in Aussicht, aus ihren Reihen sollten auf dem Territorium der Sowjetunion polnische Streitkräfte aufgestellt werden. Sikorski lehnte zunächst eine Amnestie ab, da diese strafbare Handlungen voraussetzte; stattdessen müssten die Urteile gegen die Polen als unrechtmäßig aufgehoben werden. Doch gab er schließlich auch in diesem Punkt nach. Beide Seiten einigten sich schließlich in dem Abkommen auf eine Freilassung der polnischen Häftlinge und Deportierten sowie auf einen gemeinsamen Kampf gegen das Deutsche Reich.
Zwei Wochen später, am 14. August 1941, wurde in Moskau ein Militärabkommen geschlossen, das die Rahmenbedingungen für den Aufbau einer polnischen Armee in der Sowjetunion regelte: An der Spitze der sogenannten Anders-Armee sollte der in Moskau inhaftierte Brigadegeneral Władysław Anders stehen, doch unter sowjetischem Oberkommando. Die Ausrüstung sollten die Briten stellen, sie sollten sie über den Nahen Osten heranschaffen. Außerdem erklärte die Sowjetunion darin anzuerkennen, dass die deutsch-sowjetischen Verträge „betreffend die territorialen Änderungen in Polen außer Kraft getreten sind“.
Bestandteil der Vereinbarung war die Eröffnung von 22 polnischen Vertretungen und die Ernennung von rund 400 Vertrauenspersonen in der Sowjetunion. Diese bildeten das Netzwerk, das die Versorgung der freigelassenen Polen mit Lebensmitteln und Informationen sicherstellte und die Rekrutierung von Soldaten organisierte.
Allerdings führten die beiden Abkommen zum Rücktritt mehrerer Minister der Exilregierung. Sie warfen Sikorski vor, wegen der ungelösten Grenzfrage polnische Interessen nicht energisch genug vertreten zu haben. Auch sei eine Unterstellung polnischen Militärs unter ein sowjetisches Kommando gänzlich inakzeptabel angesichts der Tatsache, dass die Rote Armee den Polen im September 1939 in den Rücken gefallen sei und die sowjetische Geheimpolizei des Innenministeriums der UdSSR (NKWD) in Ostpolen eine Terrorherrschaft errichtet habe. Doch Sikorski setzte sich durch. Für ihn hatte die Rückkehr von Hunderttausenden Landsleuten aus sowjetischer Gefangenschaft Priorität, Grenz- und Statusfragen hoffte er später regeln zu können. In der Folge des Vertrages wurde die Mehrheit der in die UdSSR deportierten polnischen Staatsbürger freigelassen.

## Auswirkungen
Letztlich war das Sikorski-Maiski-Abkommen nur ein erfolgloses Intermezzo zwischen dem deutschen Überfall auf Polen (bzw. der wenig später erfolgten Sowjetischen Besetzung Ostpolens im September 1939 auf der Basis des Deutsch-sowjetischen Nichtangriffspaktes) und dem erneuten Abbruch der Beziehungen nach der Entdeckung des Massakers von Katyn im März 1943.